# François Élie Roudaire

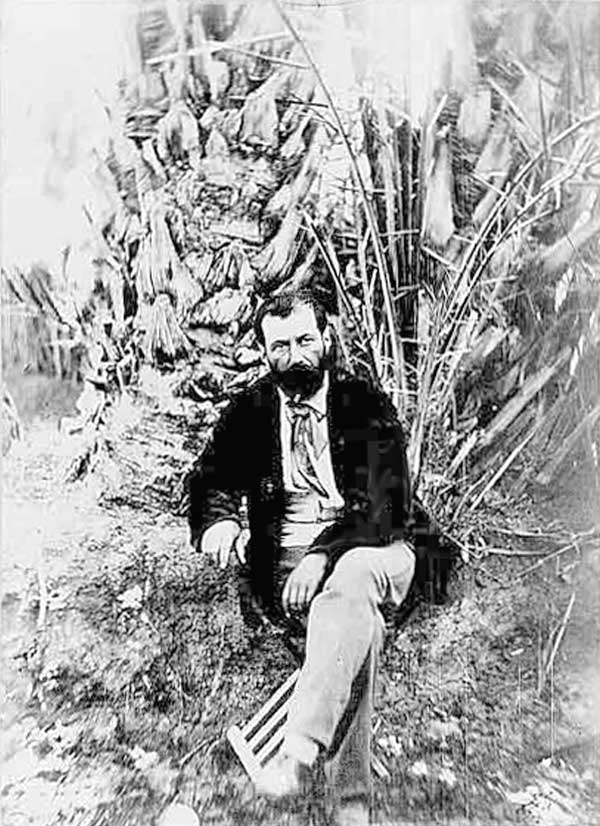
François Élie Roudaire en 1879.

François Élie Roudaire (Guéret, Creuse, 6 de agosto de 1836—ibidem, 14 de enero de 1885) fue un oficial y geógrafo francés recordado por su idea de 1874 de crear un mar interior subsahariano, idea a la que Ferdinand de Lesseps, el triunfador constructor del canal de Suez (1859-69) unió temporalmente su renombre antes de abordar su siguiente gran proyecto, el Canal de Panamá.

## Biografía
Nacido en el seno una familia burguesa de provincias, de ideas nuevas y científicas (su padre, François Joseph, había dirigido el Museo de Historia Natural de Gueret) Roudaire, después de los estudios clásicos en su ciudad natal, se licención como teniente en la Écoles militaires de Saint-Cyr Coëtquidan (1 de octubre de 1855 ) y después teniente de la École militaire d'application (13 de enero de 1858). Se orientó hacia una carrera científica en el ejército. Asignado al Depósito de la guerra en calidad de oficial geodésico, el 28 de marzo de 1862, fue enviado a Argelia, donde llegó el 10 de abril de 1864, para cartografiar la colonia por medios geodésicos y topográficos. Operando al sur de Biskra, en la provincia de Constantina, el oficial descubrió la región de los chotts donde midió en el primero con precisión la profundidad.
Obteniendo resultados muy por debajo del nivel del mar (hasta - 40 m), y sin conocer la parte tunecina, Roudaire quedó convencido de que la vasta depresión geográfica salada que se extendía hasta el golfo de Gabes era el lecho de un antiguo mar desecado conocido en la época de Heródoto como la bahía de Triton. En un artículo escrito el 15 de mayo de 1874 para la Revue des Deux Mondes, «Une mer intérieure en Algérie», el oficial consolidó su hipótesis y propuso recuperar ese mar mediante la excavación de un canal excavado desde el umbral de Gabes. Entre otros beneficios, la masa de agua introducida alteraría materialmente el clima local y ayudaría a convertir la región en un «granero de trigo». Ferdinand de Lesseps, que acababa de triunfar en el canal de Suez, adoptó la idea. Y con él muchos escritores, científicos y políticos.
En el entusiasmo general, el gobierno encargó a Roudaire una serie de misiones de reconocimiento y de levantamientos. El 1 de diciembre de 1874 hizo una primera misión, partiendo de Biskra, al chott Melrhir (Argelia). Roudaire dejó Gabes el 1 de marzo de 1876 para el chott el-Jerid y el 27 de noviembre de 1878 para  el chott el-Gharsa (Túnez), exploraciones que demostraron que la depresión era discontinua, que estaba cortada en varios lugares por "umbrales" «seuils», y, aún más importante, que el chott el Jerid estaba situado totalmente por encima del nivel del mar (+ 15 m). Esa reducción de la superficie inundable (entre 6 y 8.000 km²) y el costo de un canal de 240 km de largo desalentaron al gobierno que decidió tomar consejo de una comisión superior, llamada de la mar interior, que se celebró en París del 5 de mayo al 7 de julio de 1882. El 28 de julio el ministro de Trabajos Públicos se manifestó desfavorable al proyecto de mar interior.
Dirigiéndose entonces a la iniciativa privada, Roudaire y Ferdinand de Lesseps fundaron en diciembre de 1882 la «Sociedad de estudios del mar interior africana» (Société d'études de la mer intérieure africaine). Con el presupuesto de la sociedad, pero separado por el ministerio, el oficial llevó a cabo una cuarta misión partiendo de Tozeur el 22 de enero de 1883. A su regreso, seriamente cuestionado por la comunidad científica y cuestionado por sus superiores, Roudaire murió de agotamiento el 14 de enero de 1885 con el rango de teniente coronel. Su compromiso republicano y fourierista le habían atraído tenaces enemigos. En cuanto a la Sociedad de estudios del mar interior africana, después de ser reconvertida para explotar una colonia agrícola cerca de Gabes, desapareció en 1892.

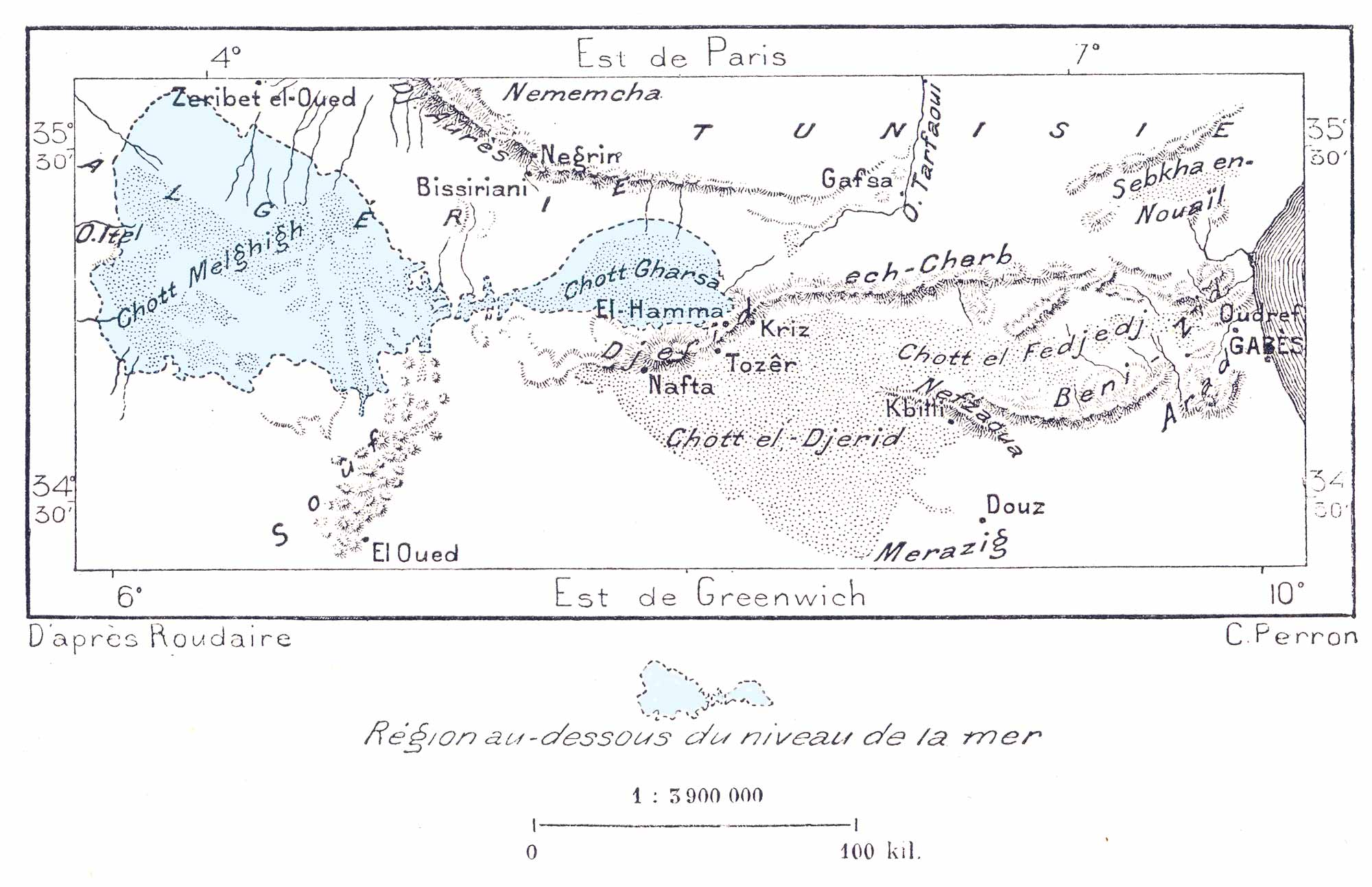
Levantamientos de los chotts realizado por el comandante Roudaire en el marco del proyecto de la mar interior.

## Condecoraciones
- Medalla de primera clase otorgada por el Congreso Geográfico Internacional por su exploración de los chotts ( 11 de agosto de 1875).
- Grado de Oficial de la Legión de Honor (6 de octubre de 1875).
- Grado de Oficial de Instrucción Pública (28 de agosto de 1876).
- Medalla de Oro de la Sociedad de Geografía (marzo de 1877).
- Gran Medalla de Honor de la Sociedad de topografía por sus trabajos de levantamientos topográficos (marzo de 1877).

## Publicaciones
- Premier rapport sur la mission des chotts, publicada por la Instrucción Pública (enero de 1877).
- Deuxième rapport sur les missions des chotts, publicada por la Instrucción Pública (enero de 1881).
- La mer intérieure africaine (septiembre de 1883).

## Literatura
La obra de  Jules Verne, L'Invasion de la mer (1905), es una versión novelada de la propuesta de Roudaire.